# گولمباخ
گولمباخ (به آلمانی: Golmbach) یک شهر در آلمان است که در Holzminden واقع شده‌است. گولمباخ ۱٬۰۲۲ نفر جمعیت دارد.